# Fosterella gracilis
Fosterella gracilis är en gräsväxtart som först beskrevs av Henry Hurd Rusby, och fick sitt nu gällande namn av Lyman Bradford Smith. Fosterella gracilis ingår i släktet Fosterella och familjen Bromeliaceae.
Artens utbredningsområde är Bolivia. Inga underarter finns listade i Catalogue of Life.